# Die Grünen/Europäische Freie Allianz/7. Wahlperiode
Diese Seite führt die Mitglieder der Fraktion Die Grünen/Europäische Freie Allianz während der 7. Wahlperiode des Europäischen Parlaments auf.

## Vorstand
Ko-Vorsitzende
- Daniel Cohn-Bendit
- Rebecca Harms

1. stellvertretende Vorsitzende
- Jill Evans

Weitere stellvertretende Vorsitzende
- Reinhard Bütikofer (bis 31. Januar 2012[1])
- Marije Cornelissen
- Bas Eickhout (seit 2012[2])
- Eva Lichtenberger (bis 13. Dezember 2011)
- Ulrike Lunacek (seit 21. März 2013[3])
- Michèle Rivasi (seit 13. Dezember 2011)
- Raül Romeva i Rueda
- Claude Turmes
- Emilie Turunen (bis 4. Februar 2013[4])

## Mitglieder
| Land                   | Partei         | Partei           | MdEP   | MdEP |
| Land                   | national       | Europapartei     | Anzahl | Mitglieder |
| ---------------------- | -------------- | ---------------- | ------ | --- |
| Belgien                | Groen!         | EGP              | 1      | Bart Staes |
| Belgien                | Ecolo          | EGP              | 2      | Isabelle Durant, Philippe Lamberts |
| Belgien                | N-VA           | EFA              | 1      | Frieda Brepoels (bis 30. Januar 2013) Mark Demesmaeker (ab 1. Februar 2013) |
| Dänemark               | SF             | NGLA             | 1      | Margrete Auken, Emilie Turunen (bis 20. März 2013, dann Partei und Fraktion zu Sozialdemokraten verlassen) |
| Deutschland            | Grüne          | EGP              | 14     | Rebecca Harms, Reinhard Bütikofer, Heide Rühle, Sven Giegold, Barbara Lochbihler, Michael Cramer, Ska Keller, Werner Schulz, Helga Trüpel, Martin Häusling, Franziska Brantner (bis 21. Oktober 2013), Jan Philipp Albrecht, Elisabeth Schroedter, Gerald Häfner, Hiltrud Breyer (ab 31. Oktober 2013)                                                                                   |
| Estland                | unabhängig     | –                | 1      | Indrek Tarand |
| Frankreich             | EELV           | EGP              | 15     | Sandrine Bélier, Malika Benarab-Attou, Jean-Paul Besset, Jean-Jacob Bicep (ab 16. Mai 2012), José Bové, Pascal Canfin (bis 15. Mai 2012), Yves Cochet (ab 7. Dezember 2011, nachgerückt in Folge des Lissabon-Vertrags), Daniel Cohn-Bendit, Karima Delli, Hélène Flautre, Catherine Grèze, Yannick Jadot, Eva Joly, Nicole Kiil-Nielsen, Michèle Rivasi, Karim Zéribi (ab 16. Mai 2012) |
| Frankreich             | PNC            | EFA              | 1      | François Alfonsi |
| Finnland               | Vihreät        | EGP              | 2      | Tarja Cronberg (ab 22. Juni 2011), Satu Hassi, Heidi Hautala (bis 21. Juni 2011) |
| Griechenland           | Ökologen/Grüne | EGP              | 1      | Michalis Tremopoulos (bis 1. Februar 2012), Nikos Chrysogelos (ab 2. Februar 2012) |
| Luxemburg              | Déi Gréng      | EGP              | 1      | Claude Turmes |
| Lettland               | PCTVL          | EFA (Beobachter) | 1      | Tatjana Ždanoka |
| Niederlande            | GL             | EGP              | 3      | Judith Sargentini, Bas Eickhout, Marije Cornelissen |
| Österreich             | Grüne          | EGP              | 2      | Ulrike Lunacek, Eva Lichtenberger |
| Portugal               | –              | –                | 1      | Rui Tavares(ab 27. Juni 2011, zuvor GUE/NGL-Fraktion) |
| Schweden               | MP             | EGP              | 2      | Carl Schlyter, Isabella Lövin |
| Schweden               | PP             | PPEU             | 2      | Amelia Andersdotter (ab 1. Dezember 2011, nachgerückt in Folge des Vertrag von Lissabon), Christian Engström |
| Spanien                | ICV            | EGP              | 1      | Ernest Urtasun |
| Spanien                | ERC            | EFA              | 1      | Oriol Junqueras (bis 31. Dezember 2011) |
| Spanien                | BNG            | EFA              | 1      | Ana Miranda Paz (1. Januar 2012 bis 9. Juli 2013) |
| Spanien                | Aralar         | EFA              | 1      | Iñaki Irazabalbeitia (ab 11. Juli 2013) |
| Vereinigtes Königreich | GPEW           | EGP              | 2      | Jean Lambert, Caroline Lucas (bis 17. Mai 2010), Keith Taylor (ab 2. Juni 2010) |
| Vereinigtes Königreich | PC             | EFA              | 1      | Jill Evans |
| Vereinigtes Königreich | SNP            | EFA              | 2      | Ian Hudghton, Alyn Smith |